# Huaso
Huaso é uma denominação das pessoas ligadas a atividade pecuária em regiões de ocorrência de campos naturais do vale do Chile. Essas pessoas costumam ser cavaleiros nos tradicionais rodeios chilenos. Veja mais na seção Rodeio do Chile ou na história geral do Chile. Eles são os equivalentes chilenos dos chamados gaúchos nos países da encosta atlântica do Cone Sul da América do Sul.